# Turks and Caicos (téléfilm)
Pour plus de détails, voir Fiche technique et Distribution.
Turks and Caicos est un téléfilm britannique réalisé par David Hare, diffusé sur BBC Two en 2014. C'est le 2e volet de la trilogie de téléfilms sur le personnage Johnny Worricker après Page Eight (2011) et avant Salting the Battlefield (2014).

## Synopsis
L'ex-agent du MI-5 Johnny Worricker, désormais réfugié dans les Îles Turques-et-Caïques, se voit contraint par l'agent de la CIA Curtis Pelissier d'enquêter sur le meurtre d'un homme d'affaires américain.

## Fiche technique
- Réalisation : David Hare
- Scénario : David Hare
- Photographie : Thomas Townend
- Montage : Nick Fenton
- Musique : Paul Englishby
- Pays d'origine :  Royaume-Uni
- Langue originale : anglais
- Genre : espionnage
- Durée : 95 minutes
- Première diffusion : 20 mars 2014

## Distribution
- Bill Nighy (VF : Georges Claisse): Johnny Worricker
- Helena Bonham Carter (VF : Laurence Bréheret): Margot Tyrrell
- Winona Ryder (VF : Claire Guyot) : Melanie Fall
- Christopher Walken (VF : Patrick Floersheim) : Curtis Pelissier
- Dylan Baker : Gary Bethwaite
- James Naughton : Frank Church
- Zach Grenier : Dido Parsons
- Rupert Graves : Stirling Rogers
- Ewen Bremner : Rollo Maverley
- Malik Yoba : Jim Carroll
- Meredith Eaton : Clare Clovis
- Ralph Fiennes (VF : Patrick Laplace) : Alec Beasley

## Accueil critique
Parmi les critiques positives, Chloe Sanders, de PopMatters, évoque une histoire d'espionnage complexe bien maîtrisée et au montage énergique.
Du côté des critiques négatives, Alessandra Stanley, du New York Times, estime que l'histoire est trop moralisatrice et comporte trop de clichés.

## Distinctions
Le téléfilm a été nommé en 2014 pour le Satellite Award de la meilleure mini-série ou du meilleur téléfilm.